# Neoleptura auripennis
Neoleptura auripennis är en skalbaggsart som beskrevs av Chemsak och Linsley 1976. Neoleptura auripennis ingår i släktet Neoleptura och familjen långhorningar. Inga underarter finns listade i Catalogue of Life.